# Reggiane Re.2005
Die Reggiane Re.2005 Sagittario (Schütze) war ein einsitziges Jagdflugzeug, das bei Reggiane in Italien gefertigt wurde und als Ganzmetall-Tiefdecker ausgelegt war. Zusammen mit der Macchi MC.205 und der Fiat G.55 zählte sie zur sogenannten „Serie 5“. Diese Maschinen besaßen in Lizenz gebaute deutsche Flugmotoren und hatten den alliierten Jägern ebenbürtige Flugeigenschaften.

## Geschichte und Einsatz
Das Entwicklungsteam um Ing. Roberto Longhi begann die Arbeiten 1941. Der Prototyp hatte eine gegenüber dem Vorgängermodell Reggiane Re.2002 verbesserte Struktur mit elliptischen Tragflächen, Flügeltanks und einen deutschen V-12-Motor DB605A-1. Der Motor war beim Transport verloren gegangen und wurde erst Monate später gefunden. Dies verzögerte den Erstflug, der dann am 7. Mai 1942 stattfand. Trotz einer Bauchlandung konnte am 9. Mai 1942 der offizielle Erstflug folgen.
Die Serienversion erhielt einen Fiat RA.1050 RC.58 Tifone, eine in Lizenz gebaute Version des Daimler-Benz-Motors.
Italien bestellte 18 Vorserienmaschinen und 750 Serienmaschinen mit der Option auf weitere 1000 Maschinen. Die Produktion sollte durch Breda in Mailand, Aerfer in Neapel und Caproni in Bergamo erfolgen. Nur 48 (andere Quelle 31) Maschinen waren jedoch ausgeliefert worden, bevor der Waffenstillstand mit den Alliierten abgeschlossen wurde. Die Maschinen wurden von der 362. Staffel der 22. Gruppe zur Verteidigung von Neapel, Rom und Sizilien eingesetzt. Die verbliebenen zwei Maschinen wurden der 371. Staffel zugeordnet und durch einen Bombenangriff zerstört. Mit neuen Maschinen flog die 362. Staffel Abfangeinsätze gegen alliierte schwere Bomber.
Einige der Piloten gaben Abschüsse, insbesondere gegen Spitfire und B-24 an; belegbare Zahlen gibt es hierzu aber nicht.
Deutschland zeigte sehr großes Interesse an diesem Modell. Der zweite Prototyp wurde mit einem extra gelieferten DB605A-1 ausgerüstet und durch einen deutschen Piloten erprobt. Hierbei erreichte das Flugzeug 720 km/h in 7300 m Höhe.
Der zweite Prototyp endete in Bukarest in Rumänien. Unbestätigten Berichten zufolge sollen mit ihm dort Kampfeinsätze geflogen worden sein. Elf Vorserienmaschinen wurden in Deutschland modifiziert. Diese flogen einigen Berichten nach zu Kriegsende noch Einsätze über Berlin.

## Varianten
- Re.2005 LW: Prototyp, siehe unter Geschichte und Einsatz.
- Saggittario Bifusoliera: Geplante, aber nicht verwirklichte Ausführung mit Doppelrumpf.
- Re.2005R: Nur Projekt, nicht verwirklicht; Hybrid-Antrieb mit einem Campini-Strahltriebwerk im Heck. Dieses Triebwerk war vergleichbar dem der Campini-Caproni C.C.2.
- Re.2006 Sagittario II: Nachfolger-Prototyp mit Daimler-Benz DB 603. Sollte rechnerisch 740 km/h erreichen. Ein Flug ist nicht bekannt.

## Militärische Nutzer
Deutsches Reich
- Luftwaffe einige erbeutete Maschinen

 Königreich Italien
- Regia Aeronautica

 Italienische Sozialrepublik
- Aeronautica Nazionale Repubblicana

## Technische Daten

Dreiseitenriss

| Kenngröße             | Daten                                                          |
| --------------------- | -------------------------------------------------------------- |
| Besatzung             | 1                                                              |
| Länge                 | 8,73 m                                                         |
| Spannweite            | 11,00 m                                                        |
| Höhe                  | 3,15 m                                                         |
| Flügelfläche          | 20,40 m²                                                       |
| Flügelstreckung       | 5,9                                                            |
| Leermasse             | 2600 kg                                                        |
| max. Startmasse       | 3560 kg                                                        |
| Höchstgeschwindigkeit | 630 km/h in 7000 m                                             |
| Dienstgipfelhöhe      | 12.000 m                                                       |
| Reichweite            | 1100 km                                                        |
| Triebwerke            | 1 × Fiat RA.1050 RC.58 Tifone mit 1475 PS (1100 kW)            |
| Bewaffnung            | 3 × MG 151/20, zwei 12,7-mm-MG Breda-SAFAT, bis 1000 kg Bomben |